# Jean Helleu
Jean Helleu, nascut el 26 de juny de 1885 a París i mort el 30 de maig de 1955 a París, fou un home d'estat francès.

## Biografia
Era fill de Joseph Helleu, arxivista paleògraf, i de Nathalie Le Bourgeois. Esdevingué després de fer estudis jurídics, doctor en dret l'any 1908. Es va casar el 1909 amb Jeanne Wallon, neta d'Henri Wallon. El 1911, després del concurs d'Afers estrangeres, esdevingué diplomàtic. És en principi agregat a l'ambaixada a Berlín el maig de 1911, a continuació fou secretari a Tànger el març de 1913. Sotstinent de caçadors a peu, fou mobilitzat durant la Primera Guerra Mundial, abans de ser incorporat al gabinet de René Viviani del juny 1914 a l'agost 1915, i a continuació posat a disposició del servei militar.

### Diplomàcia
Agregat a la Direcció política i comercial del ministeri dels "Afers estrangeres" el setembre de 1915, fou nomenat secretari a l'estranger: Atenes l'octubre de 1916, Berna el febrer de 1918 i Berlín l'octubre de 1919. Fou incorporat al secretariat de la Conferència de Pau l'any 1919.
Fou a continuació secretari d'ambaixada a Atenes el 1923, Moscou el 1924 i 1927-1930 i a continuació posat a disposició de l'Alt Comissionat a Síria de 1930 a 1933. Esdevingué Ministre plenipotenciari i fou delegat a la Residència general de França al Marroc de 1933 a 1936, en els Països Bàltics, a Tallinn, el 1936, a Praga el 1939 i a Teheran, el mateix any, i el febrer de 1941 a Atenes.

### França Lliure
Fou nomenat ambaixador de França a Turquia el 1er de juliol de 1941. A continuació del retorn de Pierre Laval, en companyia de la seva esposa, i del seu secretari Georges Balaÿ, es va unir a la França Lliure l'agost de 1942, sent el primer primer ambaixador de França que s'hi va unir. Fou revocat pel govern de Vichy el 16 d'agost de 1942, i reemplaçat per Gaston Bergery.

### El Llevant
Delegat per la França lliure com Alt comissionat de França al Llevant (Síria i el Líban) el 8 de juny de 1943, succeint al general Georges Catroux, fou posat al capdavant dels territoris sota mandat francès al Llevant. Malgrat un acord de principi per la independència del Líban, els golistes (o gaullistes) temptaren de mantenir els països sota control. Un conflicte esclata entre els partidaris resolts de la independència i França: Jean Helleu va fer empresonar el govern del Líban l'11 de novembre. El 22 de novembre de 1943, la França lliure es va veure obligada, sota amenaça d'Anglaterra, d'alliberar al govern libanès i acordar la independència al país. L'endemà Helleu va dimitir i el va substituir Yves Chataigneau.

### Polític
Esdevingué encarregat de missió prop del ministre d'Afers estrangeres el 1er de desembre de 1944. Fou president de la comissió de depuració del ministre d'Afers estrangeres a partir de juny de 1945. Marxa a la jubilació el 18 d'agost de 1945. Fou cavaller l'any 1921, a continuació Oficial el 1931, a continuació Comendador el desembre 1945, al títol de la Resistència, i Gran oficial de la Legió d'honor el 21 d'abril de 1950.
Fou elegit el 8 de desembre de 1946 al Consell de la República a Mayenne sota l'etiqueta del MRP. Sota a mateixa etiqueta, el seu fils Yves Helleu (1910-1946) fou diputat de l'Allier el 1946. Dimiteix del MRP per entrar al Moviment dels Republicans Populars Independents, fundat l'any 1948. Cessa a partir del 7 de novembre de 1948 tota activitat política i morí a París el 1955.